# Kevin Desmedt
Kevin Desmedt (Kortrijk, 16 januari 1981) is een Belgisch voormalig professioneel wielrenner die in het verleden één seizoen uitkwam voor Quick Step.
In 2009 kwam Desmedt terug bij Quick Step, ditmaal als mecanicien.

## Overwinningen
2005
- Criterium van Pittem-Sint-Godelieve

## Grote rondes
Geen
Amorison · Bettini · Bodrogi · Boonen · Bramati · Cañada · Clerc · Cretskens · Horrillo · Hulsmans · Kasjetsjkin · Knaven · Museeuw · Nuyens · Paolini · Passuello · Rogers   · Sinkewitz · Tankink · Van de Wouwer · Van Goolen · Vandenbroucke · Vanthourenhout · Virenque · Wadecki · Desmedt (stagiair) · Moeravjov (stagiair) · Rusconi (stagiair) · Yates (stagiair)